# Fenain
Fenain ist eine französische Gemeinde mit 5533 Einwohnern (Stand: 1. Januar 2022) im Département Nord in der Region Hauts-de-France. Sie gehört zum Arrondissement Douai und ist Mitglied im Gemeindeverband Communauté d’agglomération Cœur d’Ostrevent. Die Einwohner werden Fenainois und Fenainoises genannt.

## Geographie
Die Gemeinde Fenain liegt im Regionalen Naturpark Scarpe-Schelde im Nordfranzösischen Kohlerevier, 15 Kilometer östlich von Douai und 18 Kilometer westlich von Valenciennes. Nachbargemeinden von Fenain sind Rieulay im Nordwesten und Norden, Wandignies-Hamage im Norden und Nordosten, Erre im Osten, Abscon im Südwesten sowie Somain im Westen. Mot Somain und Erre ist Fenain baulich zusammengewachsen.

## Bevölkerungsentwicklung
| Jahr      | 1962 | 1968 | 1975 | 1982 | 1990 | 1999 | 2006 | 2011 | 2020 |
| Einwohner | 5253 | 5462 | 6270 | 5755 | 5639 | 5365 | 5348 | 5327 | 5316 |

## Sehenswürdigkeiten

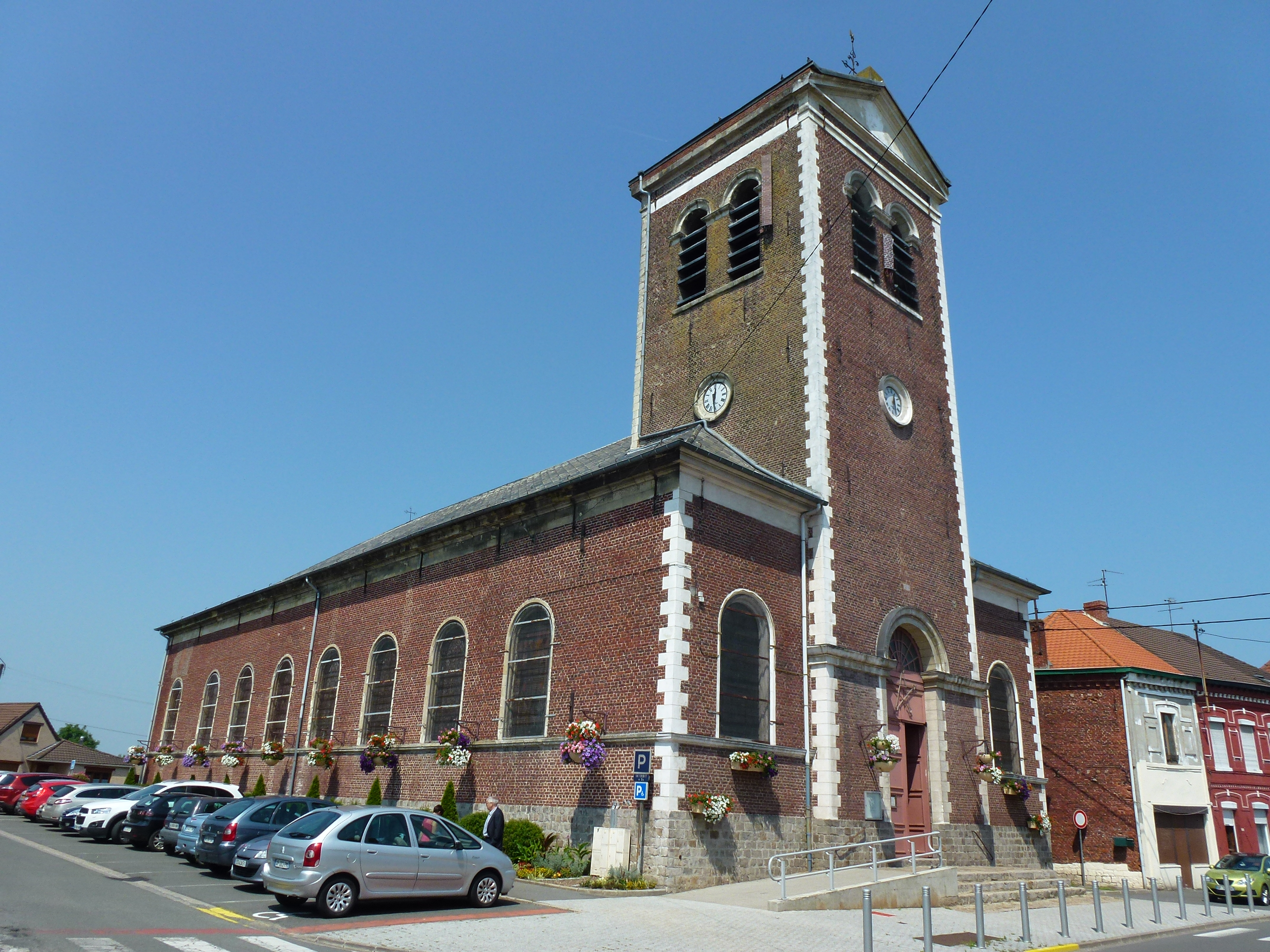
Kirche Saint-André
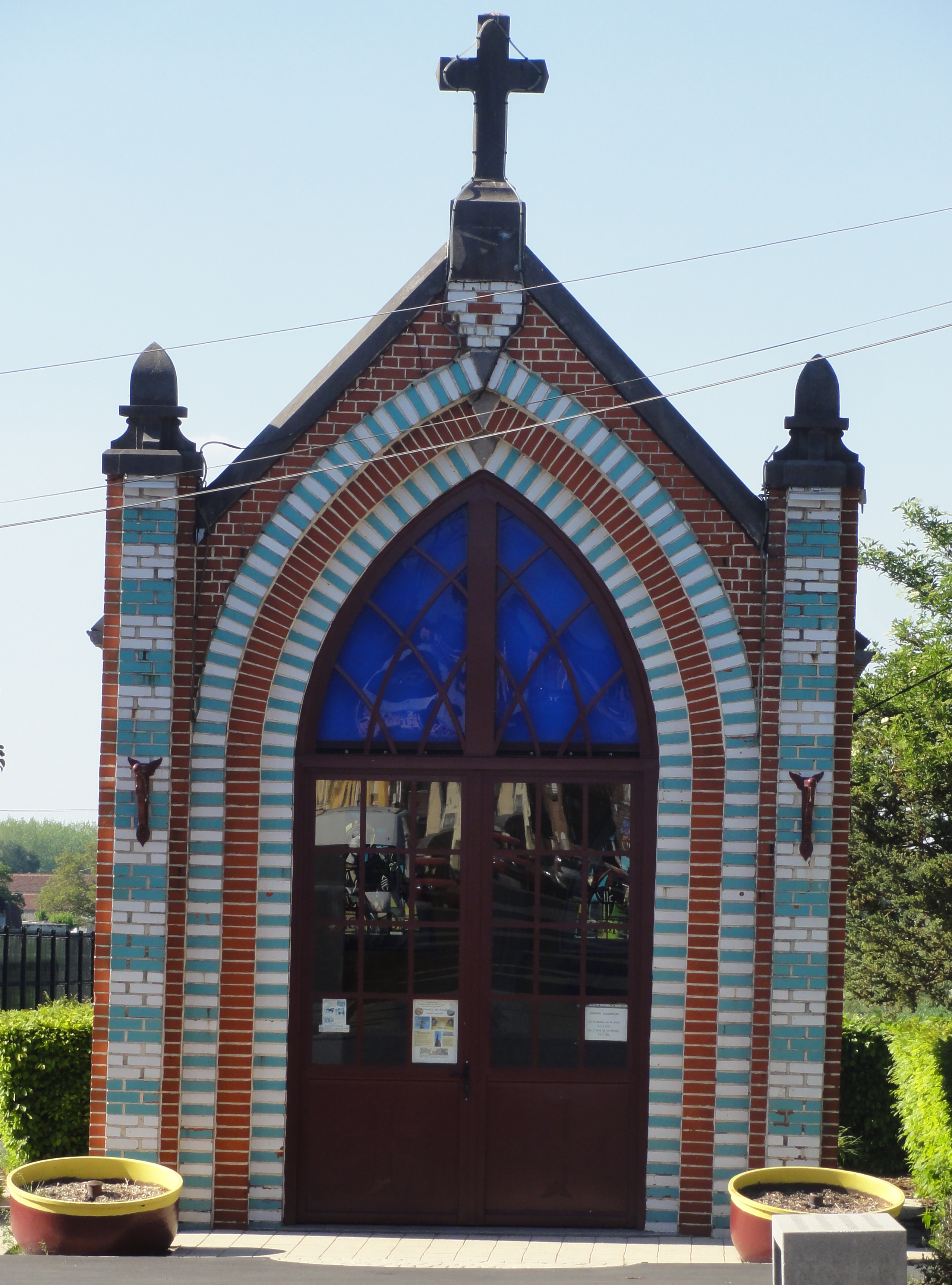
Kapelle Notre-Dame-des-Affligés
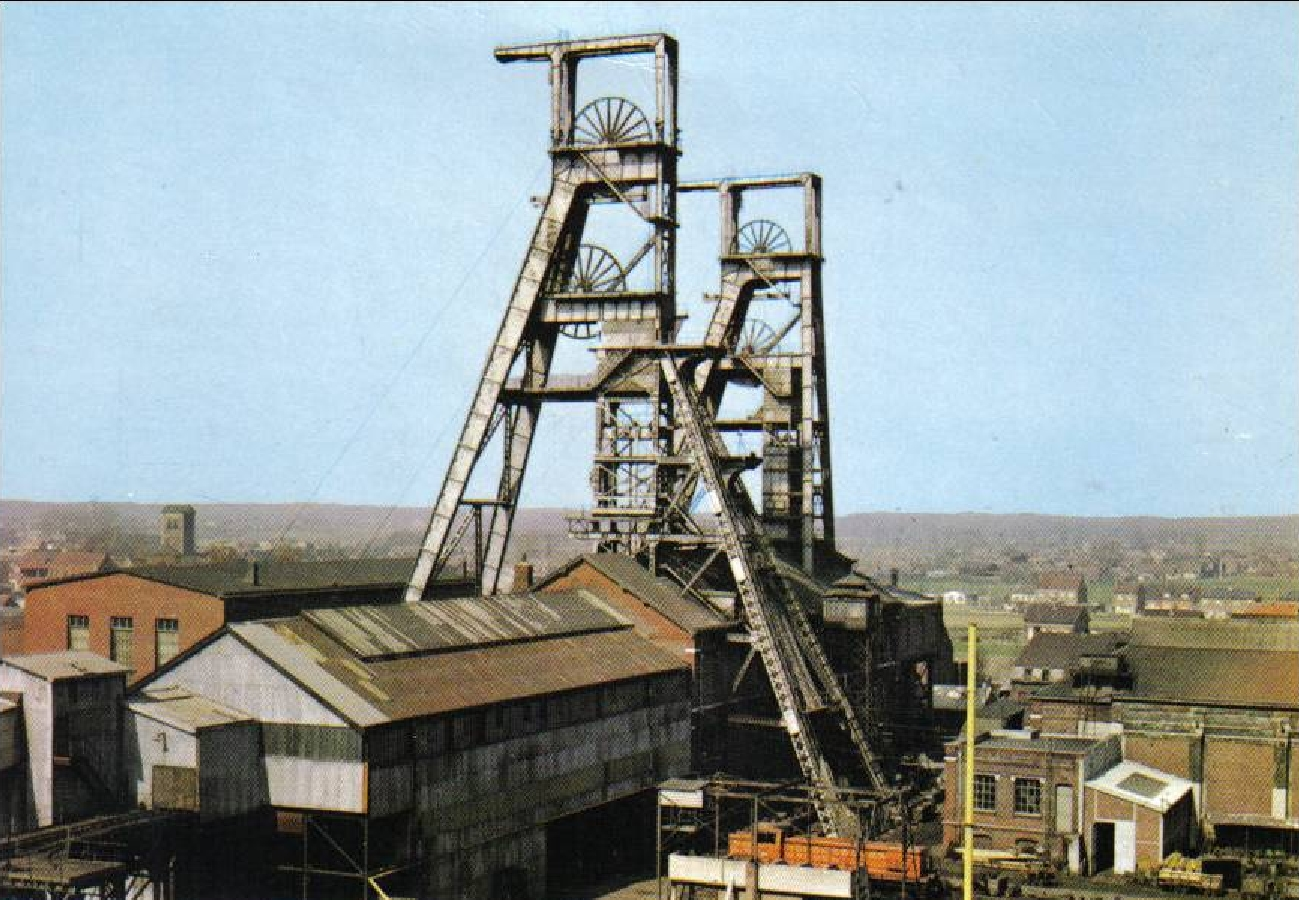
Restaurierter Förderturm der ehemaligen Zeche Agache
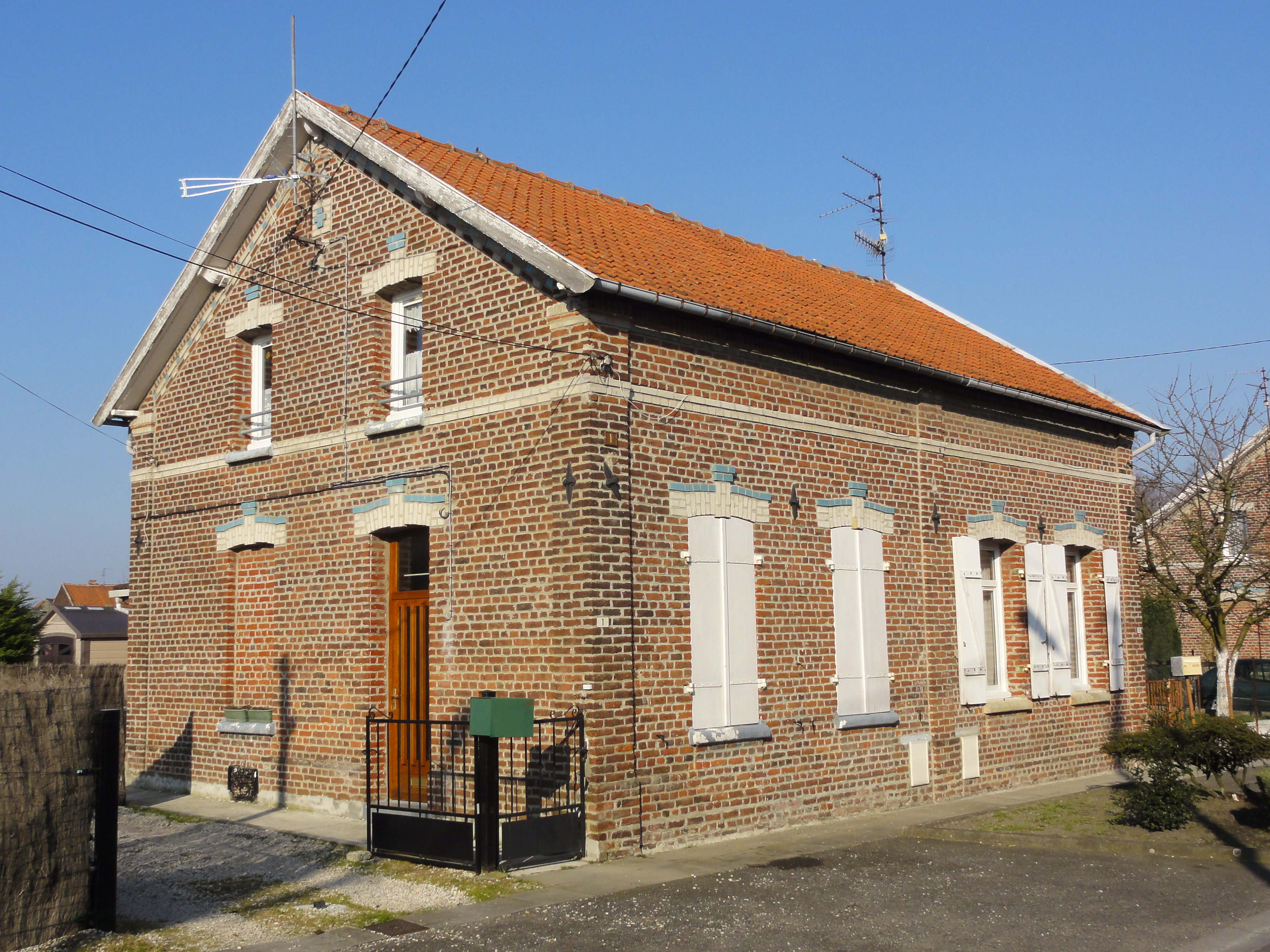
Haus in der Bergarbeitersiedlung Cités de la fosse Agache
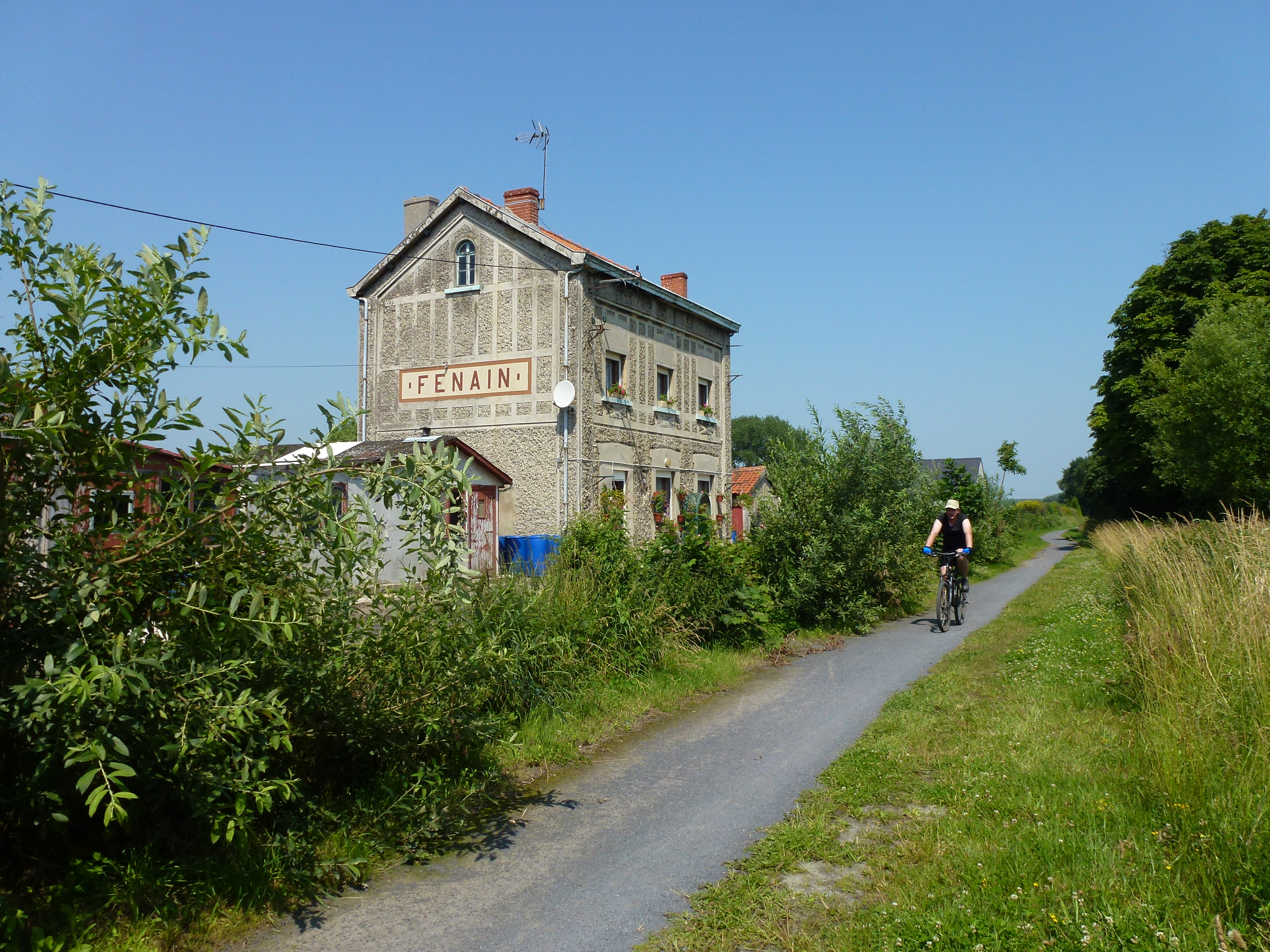
alter Bahnhof an der stillgelegten Bahnstrecke von Somain nach Orchies
- Haus der Geschichte
- stillgelegte Zeche Agache
- zwei Wassertürme

- Kirche Saint-André
- Kapelle Notre-Dame-des-Affligés
- Restaurierter Förderturm der ehemaligen Zeche Agache
- Haus in der Bergarbeitersiedlung Cités de la fosse Agache
- Ehemaliger Bahnhof